# Star Wars: Galactic Battlegrounds
 (décembre 2023).
Si vous disposez d'ouvrages ou d'articles de référence ou si vous connaissez des sites web de qualité traitant du thème abordé ici, merci de compléter l'article en donnant les références utiles à sa vérifiabilité et en les liant à la section « Notes et références ».
Star Wars: Galactic Battlegrounds est un jeu vidéo de stratégie dans l'univers de Star Wars. Développé par Ensemble Studios et publié par LucasArts, le jeu est sorti en 2001. Ce jeu, basé sur le moteur graphique de Age of Empires II: The Age of Kings, se rapproche beaucoup de Star Wars: Force Commander par son gameplay. La conception du jeu a été dirigée par Garry M. Gaber (en).
Une extension, Clone Campaigns est sortie en 2002.

## Les civilisations
- Alliance rebelle
- Confédération des systèmes indépendants (Clone Campaigns)
- Empire Galactique
- Fédération du commerce
- Gungan
- Naboo
- République (Clone Campaigns)
- Wookiee

Chaque civilisation dispose de technologies particulières, de bonus, d'une unité unique (sauf l'Alliance Rebelle qui en a deux), éventuellement d'un bâtiment unique (pour les gungans), et d'un bonus d'équipe (pour le mode multijoueur).

## Les campagnes du jeu de base

### Campagne d'apprentissage
Chronologiquement, cette campagne se situe avant La Menace Fantôme, et retrace la conquête d'Alaris Prime par les Wookiees, où le joueur apprend les bases du jeu. Dans cette campagne, les Wookiees se battent contre la Fédération du Commerce pour le contrôle d'Alaris Prime. On peut y retrouver Chewbacca, son père Attichitcuk, et le maître Jedi Qui-Gon Jinn, qui vient prêter main-forte aux Wookiees.

### Campagne de la Fédération du commerce
Cette campagne se déroule durant la Menace Fantôme, et elle montre la conquête de Naboo par les troupes mécanisées de la Fédération. Après s'être battu contre les Naboos (notamment dans la capitale de Theed), le joueur doit se battre contre les Gungans, dans les marais. Le principal protagoniste de la Campagne est le Commandant droïde OOM-9.

### Campagne des gungans
La campagne se divise en deux temps: 
Dans les trois premières missions le joueur incarne le chef Boss Gallo (l'ancêtre de Boss Nass) tentant d'unifier tous les clans Gungans contre son ennemi le Boss Rogoe. Cette partie de la campagne se déroule des siècles avant la bataille de Yavin. 
Durant les missions suivantes, le joueur incarne le chef Boss Nass, combattant les armées de la Fédération durant les évènements de l'épisode 1 : La Menace Fantôme.

### Campagne des wookiees
La campagne se déroule après la destruction de la seconde Étoile de la mort dans l'épisode VI. Le joueur dirige les armées des Wookiees tentant de libérer le monde natal de ces derniers, Kashyyyk. Le joueur dirige Han Solo et Chewbacca contre les esclavagistes Impériaux et leurs alliés Trandosiens.

### Campagne des rebelles
La campagne commence avant l'épisode IV, et continue durant tous les évènements de la trilogie originale. Dans cette campagne, le joueur dirige la princesse Leia, aidée par C-3PO et R2-D2, et accompagnée par l'un des derniers Jedi, Echuu Shen-Jon, un contemporain de Mace Windu et d'Obi-wan Kenobi.

### Campagne des impériaux
Les hostilités démarrent après la destruction de la première Étoile de la mort au-dessus de Yavin 4, après l'épisode IV. Là, le joueur dirige Dark Vador dans sa guerre contre les Rebelles durant la trilogie originale. La campagne met notamment en avant de grandes batailles comme la bataille de Hoth, où l'Empire lâche dans le combat ses redoutables TB-TT.

### Naboo
Il n' y a pas de campagne spécifique aux Naboo, mais ces derniers sont présents durant la campagne des Gungans.

## Unités uniques
- Empire Galactique : l'unité unique de l'Empire est le Dark Trooper, sorte de Stormtrooper surentraîné et largement robotisé. Cette unité est dévastatrice en groupe, notamment contre l'infanterie. La version de base se nomme "Dark Trooper en phase 1", et son évolution "Dark Trooper en phase 2".

- Alliance Rebelle : les Rebelles possèdent deux unités spécifiques : le Airspeeder, un vaisseau ayant une attaque air-sol très efficace contre les troupes mécanisées, et le A-Wing, un chasseur rapide très efficace contre les chasseurs ennemis. Ces deux unités peuvent évoluer en des versions plus résistantes. Note : le A-Wing n'est pas disponible à la Forteresse comme le Airspeeder, mais à la base aérienne.

- Wookiees : les guerriers de Kashyyyk peuvent compter sur le Franc-Tireur, un guerrier wookiee surentraîné efficace contre les troupes mécanisées. Il s'agit d'une unité de corps à corps, très efficace en nombre.

- Fédération du Commerce: l'unité unique de la Fédération est le Droïde Destroyer, connu aussi sous le nom de "Droïdeka".

- Naboo : les forces de Naboo comptent parmi elles le Chevalier Royal, un cavalier rapide efficace contre les soldats.

- Gungans: les Gungans disposent du Fambaa Porte-Tambour, un gros animal portant un bouclier déflecteur mobile. Cette unité n'a aucune arme et a été conçue dans un but défensif.

- République Galactique (extension) : les forces des clones de la République peuvent produire le Chasseur Jedi, un chasseur rapide piloté par un Jedi expérimenté.

- Confédération des Systèmes Indépendants (extension) : les Séparatistes disposent de plusieurs unités spécifiques. Le Guerrier Géonosien, unité aérienne efficace contre les troupes au sol, se construit à la Forteresse. L'Elevage peut également entraîner trois créatures domptées spécifiques à la Confédération : le Reek, le Nexu et l'Acklay.

## Star Wars: Galactic Battlegrounds - Clone Campaigns

Logo officiel de l'extension

Extension du jeu sortie en 2002, Clone Campaigns rajoute deux civilisations, la République galactique et la Confédération des systèmes indépendants, ainsi que leurs campagnes respectives. 
Le jeu est sorti à l'occasion du film Star Wars, épisode II : L'Attaque des clones et fait suite aux événements du film.

## Accueil
| Star Wars: Galactic Battlegrounds |      |       |
| Média                             | Pays | Notes |
| Computer Gaming World             | US   | 3.5/5 |
| GameSpot                          | US   | 82 %  |
| Gamekult                          | FR   | 6/10  |
| Gen4                              | FR   | 12/20 |
| IGN                               | US   | 80 %  |
| Jeuxvideo.com                     | FR   | 15/20 |
| Joystick                          | FR   | 70 %  |
| PC Gamer UK                       | GB   | 70 %  |
| PC Zone                           | GB   | 84 %  |
| Compilations de notes             |      |       |
| Metacritic                        | US   | 75 %  |